# 戈尔加

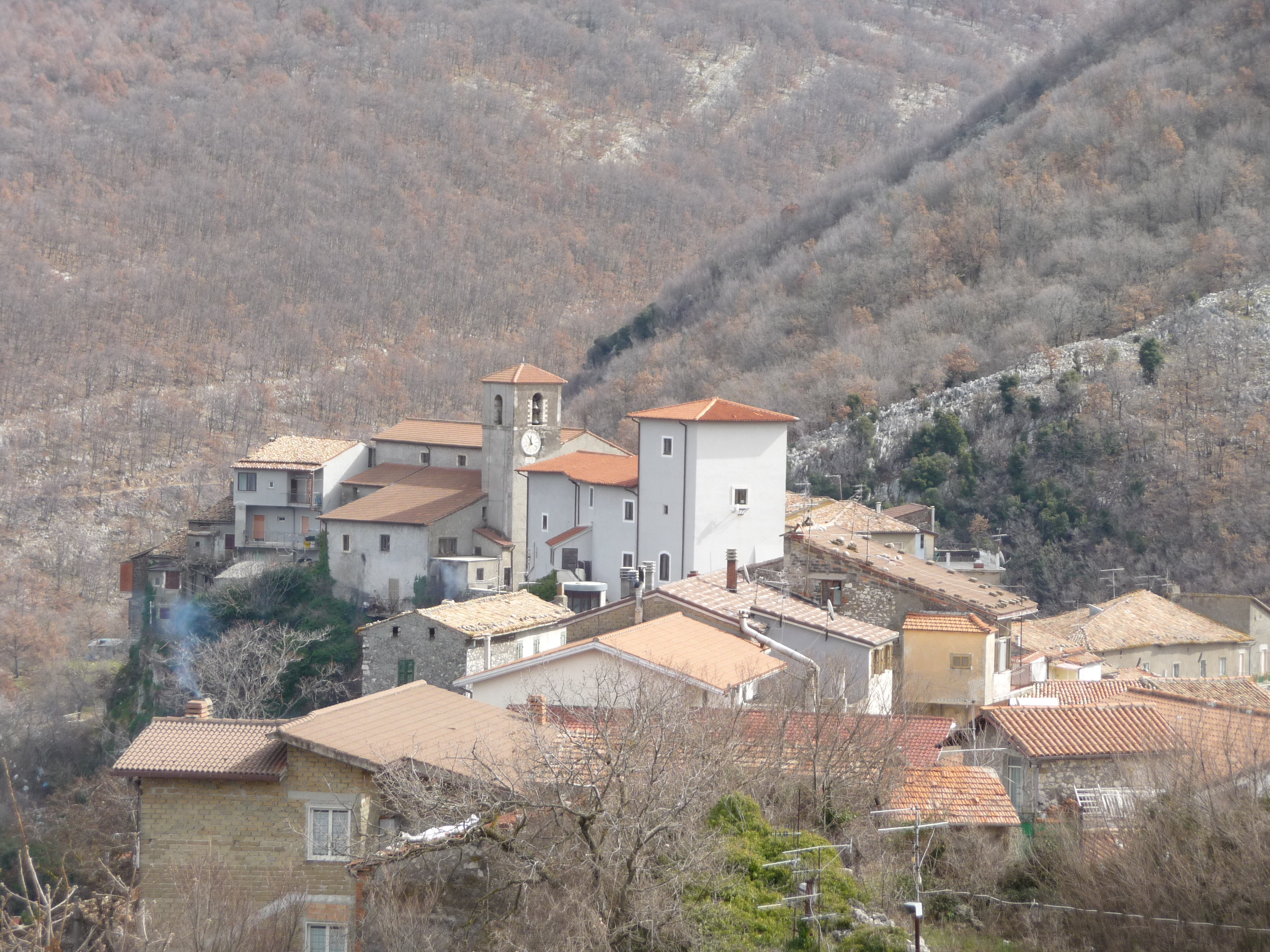
全景图

戈尔加（義大利語：Gorga）是意大利拉齐奥大区羅馬首都廣域市的一个市镇，面积26.3平方公里，人口712人（2017年）。境内有圣马力诺山，它是属于莱皮尼山脉的一部分，其顶部海拔1,387米。